# 1713

## Esdeveniments
Països Catalans
- 13 de febrer: neix a Barcelona Domènec Terradellas, el més gran compositor d'òpera catalano-italià del segle xviii.
- 13 de juny - Conferència de Cervera[1] a efectes de preparar un armistici, però la condició que les llibertats catalanes fossin mantingudes feu fracassar la conferència.
- 22 de juny: en virtut del conveni de l'Hospitalet en el marc de la Guerra de Successió, s'evacuen de Barcelona les tropes angleses i austríaques i Catalunya quedava sola en la lluita contra Felip V.[2] a efectes de preparar un armistici, però la condició que les llibertats catalanes fossin mantingudes feu fracassar la conferència.
- 9 de juliol - Catalunya: la Junta de Braços fa una crida a resistir fins al final contra Felip V en la defensa del país.
- 12 de juliol - Catalunya: voluntaris valencians creen dos regiments per a la defensa de Barcelona.
- 16 de juliol - Torredembarra (el Tarragonès): victòria borbònica en la batalla de Torredembarra, durant la guerra dels catalans.
- 9 d'agost - Barcelona: Antoni Berenguer, diputat militar de la Generalitat, aconsegueix de trencar el bloqueig naval de la ciutat al qual la sotmetien els borbònics.
- 11 d'agost - Caldes d'Estrac (el Maresme): la cavalleria del general Rafael Nebot hi derrota els filipistes.
- 3 de setembre - Terrassa (el Vallès Occidental): les tropes borbòniques ocupen la vila, la incendien i la saquegen durant tres dies.
- 10 de setembre- Victòria catalana al convent de Santa Madrona en el marc del Setge de Barcelona durant la Guerra dels Catalans.
- 28 de setembre - Castell de Ciutat (La Seu d'Urgell, Alt Urgell: El general Moragues rendeix Castellciutat després del setge de l'exèrcit borbònic durant la Guerra dels catalans.
- 19 d'octubre - Atac a Can Navarro, a Barcelona, part del Setge de Barcelona en el transcurs de la Guerra dels catalans.
- 31 d'octubre - Cardona (el Bages): Fi del Setge de Cardona en el marc de la Guerra dels catalans.
- 19 de novembre - Navès (el Solsonès): els catalans guanyen el Combat de Navès en el marc de la Guerra dels catalans.

Resta del món
- 11 d'abril - Utrecht (Països Baixos): Se signa el Tractat d'Utrecht, tractat de pau signat entre el Regne de la Gran Bretanya i el Regne de Portugal, per donar fi als conflictes provocats per la Guerra de Successió Espanyola. El tractat no va respectar la qüestió de les Constitucions de Catalunya, cosa que va donar peu a l'anomenat «cas dels catalans».[3]
- 9 de juliol - Pittsburgh (Pennsilvània, EUA): els anglesos no poden ocupar Port Duquesne durant l'Expedició de Braddock en la guerra Franco-Índia.
- 9 d'agost - Oceà Atlàntic (entre les Açores i el Cap de São Vicente: l'armada espanyola guanya la batalla del cap de Santa Maria en el context de la Guerra d'Independència dels Estats Units.
- 6 d'octubre - Schwedt (Brandenburg, Prússia): Prússia i el Tsarat Rus signen el Tractat de Schwedt en el context de la Gran Guerra del Nord en el que es parteixen territoris suecs. Prússia es queda amb la Pomerània Sueca i Rússia es queda amb l'Íngria Sueca, l'Estònia Sueca i la Carèlia. Prússia també accepta pagar una multa anual a Rússia.

- Anglaterra aconsegueix el monopoli del comerç d'esclaus amb Amèrica Llatina

## Naixements
Països Catalans
- 24 de novembre - Petra, Mallorca: Juníper Serra, frare franciscà mallorquí, que fundà la missió de l'Alta Califòrnia (m. 1784).

Resta del món
- 11 d'abril - Danzig: Luise Gottsched, escriptora, pionera del teatre alemany modern (m. 1762).[4]
- 3 de maig - París, Regne de França: Alexis Claude Clairaut, matemàtic francès (m. 1765).[5]

- 23 de setembre - Ferran VI d'Espanya.
- 5 d'octubre - Denis Diderot, filòsof i enciclopedista francès.

## Necrològiques
Països Catalans
- 2 de novembre, Vic (Osona): Bac de Roda, militar català, cap dels Miquelets.

Resta del món
- 8 de gener, Roma (Itàlia): Arcangelo Corelli, compositor barroc italià. (n. 1653)
- 5 d'agost, Nàpols: Teresa del Po, pintora, gravadora, miniaturista italiana del Barroc (n. 1649).[6]
- 15 de desembre, Roma: Carlo Maratta, pintor pontifici italià de l'alt barroc.
- Besalú: Antoni de Planella i de Cruïlles, 113è president de la Generalitat de Catalunya.
- Miquel de Pinós i de Rocabertí, noble català del llinatge dels Pinós-Santcliment i marquès d'Alentorn.